# Baronia d'Arenós
Baronia d'Arenós va ser un feu que comprenia els castells d'Arenós i La Pobla d'Arenós, tenint uns límits que es corresponien aproximadament als actuals municipis de La Pobla d'Arenós, Villahermosa, Zucaina, El Castillo de Villamalefa, Ludiente, Toga, Espadilla, Vallat i Torrechiva (Alt Millars), l'any 1488.
Fou concedit el 1242 a Eximén Pérez de Tarazona pel casament del seu fill Blasco Eximénez d'Arenós amb la filla de Zayd Abu Zayd. El 1355 la baronia s'integrà al Ducat de Gandia pel matrimoni entre Violant d'Arenós i Cornel amb Alfons d'Aragó i Foix, primer duc de Gandia. El 1464 la confiscà el rei Joan II d'Aragó. La baronia formà part del Ducat de Vilafermosa concedit pel mateix rei al seu fill Alfons.